# Baby Cart : Le Paradis blanc de l'enfer
Série Baby Cart
Baby Cart : Le Territoire des démons
(1973)
Pour plus de détails, voir Fiche technique et Distribution.
Baby Cart : Le Paradis blanc de l'enfer (子連れ狼 地獄へ行くぞ!大五郎, Kozure Ōkami: Jigoku e ikuzo! Daigorō) est un film japonais réalisé par Yoshiyuki Kuroda, sorti en 1974. C'est le sixième et dernier film de la saga Baby Cart adaptée du manga Lone Wolf and Cub. 

## Synopsis
Ogami Itto, accompagné de son fils Daigoro, doit faire face une dernière fois à son ennemi juré, Yagyu Retsudo, qui lance contre lui les derniers membres de son clan : des pratiquants de la magie noire ; Kaori, une experte du couteau ; et Hyouei, son fils illégitime.

## Fiche technique
- Titre : Baby Cart : Le Paradis blanc de l'enfer
- Titre original : 子連れ狼 地獄へ行くぞ!大五郎 (Kozure Ōkami: Jigoku e ikuzo! Daigorō?)
- Réalisation : Yoshiyuki Kuroda
- Scénario : Kazuo Koike, Goseki Kojima et Tsutomu Nakamura   d'après leurs manga
- Photographie : Chishi Makiura
- Musique: Kunihiko Murai
- Production : Masanori Sanada et Tomisaburō Wakayama
- Société de production : Katsu Production
- Pays de production :  Japon
- Langue originale : japonais
- Format : couleurs - 2,35:1 - son mono
- Genre : chanbara
- Durée : 83 minutes
- Date de sortie : Japon : 24 avril 1974[1]

## Distribution
- Tomisaburō Wakayama : Ogami Itto
- Akihiro Tomikawa : Daigoro
- Junko Hitomi : Yagyu Kaori
- Isao Kimura : Yagyu Hyouei
- Minoru Oki : Yagyu Retsudo
- Gorō Mutsumi : Ozunu

## Autour du film
- Ce film détient le record du nombre de personnages tués par un seul autre personnage, Ogami Itto y faisant 150 victimes[2].

## SagaBaby Cart
1. Baby Cart : Le Sabre de la vengeance
2. Baby Cart : L'Enfant massacre
3. Baby Cart : Dans la terre de l'ombre
4. Baby Cart : L'Âme d'un père, le cœur d'un fils
5. Baby Cart : Le Territoire des démons
6. Baby Cart : Le Paradis blanc de l'enfer